# Organska tvar
Organska tvar je vrsta tvari koja nastaje od ostataka organizama kao što su biljke, životinje i njihovih otpadnih tvari koje se mogu naći u okolišu.  Organske molekule mogu se stvarati i kroz kemijske reakcije koje nisu nastale od živih bića. Tvari kao celuloza, tanin,kutin i lignin, skupa s proteinima, lipidima, i ugljikohidratima čine osnovna gradivna tvariva organiskh tvari. Organske tvari važne su oko opticaja hranjivih tvari i vode kroz biosferu.